# Dior
Кристијан Диор, познатији као Диор (стилизовано ДИОР), француска је луксузна модна кућа  којом управља и којом председава француски бизнисмен Бернар Арно, који такође води ЛВМХ, највећу светску луксузну групу. Сам Диор има 42,36% акција и 59,01% права гласа у ЛВМХ-у. 
Компанију је 1946. године основао француски модни дизајнер Кристијан Диор, који је био пореклом из Нормандије. Овај бренд само продаје ципеле и одећу и може се купити само у продавницама Диор. Висока мода је у оквиру одељења Кристијан Диор котјур. Пијетро Бекари је био извршни директор Кристијан Диор котјур од 2018. 

## Историја

### Оснивање
Кућа Диор је основана 16. децембра 1946.   на Авенији Монтењ 30 у Паризу. Међутим, садашња корпорација Диор слави „1947“ као годину отварања.  Диор је финансијски подржавао богати бизнисмен Марсел Бусак .  Бусак је првобитно позвао Диор да дизајнира за Филип и Гастон, али је Диор одбио, желећи да направи нови почетак под својим именом, а не да оживи стари бренд.  Нова кућа моде постала је део „вертикално интегрисаног текстилног бизниса“ којим већ управља Бусак.  Њен капитал је износио 6 милиона ФР, а радна снага 80 запослених.

### "Нови изглед"
Кристијан Диор је 12. фебруара 1947. лансирао своју прву модну колекцију за пролеће-лето 1947. Ревија "90 модела његове прве колекције на шест манекена " представљена је у салонима седишта компаније на Авенији Монтењ 30.  Међутим, нова колекција је ушла у историју моде као " Нови изглед " након што је главни уредник Харпер'с Базар Кармел Сноу узвикнуо: "То је тако нови изглед!"   Нови изглед је био револуционарна ера за жене крајем 1940-их.  Приликом представљања збирке, и главни уредник је исказао признање речима; „То је права револуција, драги хришћане!  Дебитантска колекција је заслужна за оживљавање модне индустрије Француске.  Уз то, Нови изглед је вратио дух високе моде у Француску јер се сматрао гламурозним и младоликим.  „Били смо сведоци револуције у моди и револуције у приказивању моде.  Силуету су карактерисали мали, урезани струк и пуна сукња која је падала испод средине телета, која је наглашавала попрсје и бокове, што је оличење 'Бар' одела из прве колекције.   Целокупна колекција је приказала више стереотипно женственог дизајна у супротности са популарном модом из ратног времена, са пуним сукњама, уским струком и меким раменима. Диор је задржао неке од мушких аспеката док су наставили да буду популарни током раних 1940-их, али је такође желео да укључи више женственог стила. 
Нови изглед је постао изузетно популаран, његова пуна силуета је утицала на друге модне дизајнере све до 1950-их, а Диор је стекао бројне истакнуте клијенте из Холивуда, Сједињених Држава и европске аристократије. Као резултат тога, Париз, који је пао са своје позиције престонице света моде после Другог светског рата, поново је стекао своју превласт.   Нови изглед је дочекан у западној Европи као освежавајући противотров за ратну штедњу и дефеминизирајуће униформе, а прихватиле су га и жене са стилом као што је принцеза Маргарет у Великој Британији. Према Харолду Кодију, Диор је приписао Чарлсу Џејмсу инспирацију за Нови изглед.  Диоров дизајн из „Новог изгледа“ није утицао само на дизајнере 1950-их, већ и на новије дизајнере из 2000-их, укључујући Мјући Прада и Вивијен Виствуд. Диорове вечерње хаљине из тог времена и даље се помињу од стране многих дизајнера, а виђане су на различитим модним пистама са темом венчања са више слојева тканине испод малог струка (Јојо, 2011). Примери укључују колекцију Вивијен Виствуд за јесен/зиму 2011 и колекцију Александра Меквина за јесен/зиму 2011 (Јојо, 2011).
Међутим, нису сви били задовољни Новим изгледом. Неки су сматрали да је количина материјала расипна, посебно након година рационирања платна.  Посебно су феминисткиње биле огорчене, сматрајући да су ови дизајни корсета били рестриктивни и регресивни, и да су одузимали жени независност.  Било је неколико протестних група против дизајна, укључујући Лигу разбијених мужева, коју је чинило 30.000 мушкараца који су били против трошкова повезаних са количином тканине која је потребна за такве дизајне. Колега дизајнерка Коко Шанел је приметила: „Само мушкарац који никада није био интиман са женом могао је да дизајнира нешто тако непријатно.  Упркос таквим протестима, Нови изглед је био веома утицајан, настављајући да информише рад других дизајнера и моду све до 21. века.  За 60. годишњицу новог изгледа 2007., Џон Галијано га је поново посетио за своју колекцију пролеће-лето за Диор.  Галијано је користио струк осе и заобљена рамена, модернизован и ажуриран референцама на оригами и друге јапанске утицаје.  Године 2012. Раф Симонс је поново посетио Нев Лоок за своју дебитантску колекцију високе моде за Диор, желећи да ажурира своје идеје за 21. век на минималистички, али и сензуалан и секси начин.   Симонсов рад за Диор задржао је луксузне тканине и силуету, али је подстакао самопоштовање женског тела и ослобађање израза.  Процес дизајна за ову колекцију, која је произведена за само осам недеља, документован је у Диор и ја, представљајући Симонсову употребу технологије и модернистичке реинтерпретације. 

### Диор
Доступне референце су у супротности са тим да ли је Кристијан Диор Парфумс основан 1947. или 1948. године. Сама корпорација Диор наводи оснивање као 1947, са лансирањем свог првог парфема, Мис Диор .  Диор је направио револуцију у парфимеријској индустрији лансирањем веома популарног парфема Мис Диор, који је добио име по Катарини Диор (сестри Кристијана Диора).  Диор Лтд је поседовао 25%, менаџер Цоти парфема је држао 35%, а Бусак је био власник 40% парфемског пословања, на чијем челу је био Серж Хефтлер Луиш.  Пјер Карден је био шеф Диорове радионице од 1947. до 1950. године. Године 1948. основана је филијала у Њујорку - то би могао бити узрок проблема са датумом оснивања.  Модерна корпорација Диор такође напомиње да је „луксузна конфекцијска кућа основана у Њујорку на углу 5. авеније и 57. улице, прва те врсте“, 1948. године  . Године 1949. излази парфем "Диорама" и  до 1949. године, само линија Нови изглед доноси профит од 12,7 милиона франака. 

### Експанзија и смрт Кристијана Диора
Експанзија из Француске почела је крајем 1949. отварањем бутика Диор у Њујорку. До краја године, Диор је чинио 75% париског модног извоза и 5% укупног прихода Француске од извоза. 
Године 1949. Даглас Кокс из Мелбурна, отпутовао је у Париз да се састане са Кристијаном Диором како би разговарао о могућности да се Диорови комади праве за аустралијско тржиште. Кристијан Диор и Даглас Кокс потписали су уговор да Диор производи оригиналне дизајне, а Даглас Кокс да их креира у својој радионици Флиндерс Лејн.  Млада Џил Вокер, која је још увек била у средњим тинејџерским годинама, била је један од многих радника Дагласа Кокса, модне куће која се сада скоро свакодневно налази у насловима аустралијских новина. Џил би наставила да формира модно наслеђе у Мелбурну са популарним етикетама као што су Жиноел и Марти са супругом Ноелом Кемелфилдом.  Споразум између Диора и Дагласа Кокса заиста је ставио аустралијско кројење на глобалну сцену, али се на крају показало да су 60 Диорових модела превише авангардни за конзервативни аустралијски укус. Даглас Кокс није био у могућности да настави уговор након једне сезоне 1949. чинећи ове Диор-Кокс комаде једним од најређих колекционарских предмета у аустралијској моди. 
Године 1950, Жак Руе, генерални директор Диора Лтд, осмислио је програм лиценцирања како би сада познато име „Диор“ ставио видљиво на разноврсну луксузну робу .  Прво је стављен на кравате , а убрзо је примењен на чарапе, крзна, капе, рукавице, ташне, накит, доњи веш и шалове.  Чланови Француске Коморе моде осудили су то као понижавајући поступак за имиџ високе моде. Ипак, лиценцирање је постало профитабилан потез и започео је тренд да се настави „у деценијама које долазе“,  који су следиле све модне куће. 
Такође 1950. године, Кристијан Диор је био ексклузивни дизајнер хаљина Марлен Дитрих у филму Алфреда Хичкока Страва на позорници . Године 1951. Диор је објавио своју прву књигу. Упркос снажном европском следбенику компаније, више од половине њеног прихода је до тада остварено у Сједињеним Државама.  Диор Моделс Лимитед је настао у Лондону 1952.  Склопљен је споразум за њујоршке моделе Кристијан Диор.  Лос Гобелинос у Сантјагу, Чиле, склопио је уговор са Диором   Прва Диор линија ципела лансирана је 1953. уз помоћ Роџера Вивијера. Компанија је до краја 1953. године имала чврсте локације у Мексику, Куби, Канади и Италији  Како је расла популарност Диорове робе, расло је и фалсификовање.  Овај илегални посао подржавале су жене које нису могле да приуште луксузну робу.
Кристијан Диор се појавио на насловној страни часописа ТАЈМ од 4. марта 1957. Дизајнер је убрзо након тога преминуо од трећег срчаног удара 24. октобра 1957.   Задивљујући утицај Диоровог креативног модног генија донео му је признање као једну од највећих модних личности у историји.  Кевин Алмонд за савремену моду написао је да је „у тренутку када је Диор умро његово име постало синоним за укус и луксуз“. 

### Диор без Кристијана Диора: од 1957. до 1970-их
Смрт главног дизајнера оставила је кућу Диор у хаосу, а генерални директор Жак Руе је размишљао о затварању операције широм света. Диорови власници лиценце и француска модна индустрија нису прихватили ову могућност; Маисон Диор је био превише важан за финансијску стабилност индустрије да би дозволио такву акцију. Да би подигао етикету на ноге, Руе је исте године промовисао 21-годишњег Ива Сен Лорана у уметничког директора.  Лоран се придружио породици куће 1955. године након што га је сам оригинални дизајнер изабрао за позицију првог и јединог главног асистента.   Лоран се у почетку показао као најприкладнији избор након дебија његове прве колекције за Диор (помињање Диора од овог тренутка се односи на компанију) 1958.  Одећа је била педантно направљена и савршено пропорционална као Диорова од истих изузетних тканина, али ју је њихов млади дизајнер учинио мекшом, лакшом и лакшом за ношење. Сен Лоран је слављен као национални херој. Охрабрени његовим успехом, његови дизајни су постали смелији, што је кулминирало 1960. инспирисаном егзистенцијалистима у кафеима и џез клубовима. Његов боемски изглед из 1960. оштро је критикован.  Марсел Бусак је био бесан, а у пролеће, када је Сен Лоран позван да се придружи француској војсци - што га је приморало да напусти кућу Диор - управа Диора није имала приговор. Сен Лоран је отишао након завршетка шест Диорових колекција. 
Лоурана је у Диору заменио дизајнер Марк Боан крајем 1960. Боан је усадио свој конзервативни стил у колекције. Ребека Арнолд га је приписала као човека који је држао Диорову етикету „на челу моде док је и даље производио носиву, елегантну одећу“.  Боанови дизајни су били веома цењени од стране истакнутих друштвених личности. Глумица Елизабет Тејлор наручила је дванаест Диорових хаљина из Боанове колекције пролеће-лето 1961. Диоров парфем „Диорлинг“ изашао је 1963. године, а мушки мирис „ Еу Саваж “ 1966.  Боанов асистент Филип Жирбуж лансира прву француску конфекцијску колекцију "Мис Диор" 1967. године. Ово не треба мешати са већ постојећом радњом у Њујорку основаном 1948. Дизајниран од стране Боана, "Бејби Диор" отвара свој први бутик 1967. године. Управљање одељењем за модно крзно Диора преузима Фредерик Кастет.  И ове године, Диор Парфумс је продат Моет-Хенесију (који ће и сам постати ЛВМХ ) због Бусакове посрнуле текстилне компаније (и даље власника Диора).   То, међутим, није имало утицаја на пословање Куће Диор, тако да је бизнис Диор Козметикс рођен 1969. године са стварањем ексклузивне линије.
Након тога, Боан је лансирао прву линију одеће Диор Хоме 1970. године. Парфем "Диорелла" је изашао 1972. године. Колекција крзна креирана је у Француској 1973. године, а затим произведена по лиценци у Сједињеним Државама, Канади и Јапану.  Први Диор сат "Блек мун" изашао је 1975. године у сарадњи са лиценцираним Бенедомом. Диор је украсио тела принцезе Грејс од Монака, прве даме Никарагве Хопе Портокареро, принцезе Александре од Југославије и леди Памеле Хикс (млађе ћерке лорда Маунтбатена од Бурме) за венчање принца од Велса и леди Дајане Спенсер . Године 1978. Група Бусак је поднела захтев за банкрот и тако је њену имовину (укључујући и имовину Диора) купила Вилот Груп уз дозволу Трговинског суда у Паризу .  Парфем „Диоресенс“ је пуштен у продају 1979. 

### Долазак бизнисмена Арноа
Године 1980. Диор је издао мушки мирис "Јулс".  Након што је Вилот Груп банкротирала 1981. године, Бернар Арно и његова инвестициона група су је купили за „ један симболичан франак “ децембра 1984.   Диор парфем "Поисон" лансиран је 1985. године. Исте године, Арно је постао председник, главни извршни директор и генерални директор компаније.  Преузевши вођство, Арно је одустао од осредњих текстилних операција компаније и фокусирао се на робну кућу Бон Марше и Диор. Операције за Цхристиан Диор драстично су се промениле на боље под Арном. Репозиционирао га је као холдинг компанију Цхристиан Диор СА модног бизниса Диор.  На 40. годишњицу прве Диорове колекције, Музеј моде у Паризу посветио је изложбу Кристијану Диору.  Године 1988, Арнаов Диор СА је преузео 32% удела у акцијском капиталу Моет-Хенеси • Луј Витона преко своје подружнице Жак Рубер, стварајући оно што ће постати једна од водећих и најутицајнијих компанија за луксузну робу на свету. Под овим прекретничним спајањем, операције Диор и Диор Парфумс поново су уједињене. Ђанфранко Фере, рођен у Италији, заменио је Боана на месту главног дизајнера 1989.  Први такав не-Француз, Фере је иза себе оставио традиционалне Диорове асоцијације флертовања и романтике и увео концепте и стил описан као „префињен, трезан и строг“.  Фере је предводио дизајн за колекције високе моде, крзна и женске додатке. Његова прва колекција је награђена Де д'Ор 1989.  Те године је отворен бутик на Хавајима и удео ЛВМХ-а Жака Рубера порастао је на 44%. 
Даљњи Диорови бутици отворени су 1990. у луксузним трговачким четвртима Њујорка, Лос Анђелеса и Токија. Удео у ЛВМХ је поново порастао, на 46%.  Још једна колекција сатова под називом "Багера" – инспирисан округлим дизајном сатова „Блек Мун“. – такође је објављен 1990. Након што је у децембру 1990. отпустио извршног директора компаније Беатрис Бонгбо, Арно је преузео ту позицију до септембра 1991. године, када је на ту функцију поставио бившег председника Бон Маршеа Филипа Виндрија.  Године 1991, Диор је уврштен на спот тржиште, а затим и на тржиште месечног обрачуна Париске берзе, а лансиран је и парфем "Дина".  Виндри је спустио цене конфекције за 10%. Ипак, вунено одело из Диора долазило би са ценом од 1.500 долара.  Приход Диора из 1990. био је 129,3 америчких милиона, са нето приходом од 22 долара милиона.  Диор је сада реорганизован у три категорије: 1) женска конфекција, доњи веш и дечија одећа 2) додаци и накит 3) мушка одећа. Корисници лиценци и франшизни бутици су почели да се смањују, како би се повећала контрола компаније над производима бренда. Лиценцирање је заправо смањено за скоро половину јер су се Арно и Виндри определили за „квалитет и ексклузивност уместо квантитета и приступачности“.  Бутици у потпуном власништву компаније сада су отворени у Хонг Конгу, Сингапуру, Куала Лумпуру, Кану и Ваикикију, додајући својим основним продавницама у Њујорку, Хавајима, Паризу и Женеви . Ово је имало потенцијал да повећа директну продају и профитне марже уз одржавање локација високог профила.“  Године 1992. Диор Хоме је стављен под уметничко руководство Патрика Лавоа, а парфем "МиссДиор" је поново лансиран.  Франсоа Бауфум је наследио Виндрија 1993. и наставио да смањује лиценце за име Диор. 
Производња Диор високе моде је издвојена у подружницу 1995.  Такође, изашао је и модел сатова „Ла Паризијен“ – оличен у сату „Паризијски шик“. До те године приход ове етикете порастао је на 177 милиона долара, уз нето приход од 26,9 долара милиона.  Под утицајем Ане Винтур, уреднице и шефице Вога, извршни директор Арно је именовао британског дизајнера Џона Галијана да замени Ђанфранка Фереа 1997. (Галијано на Си-би-ес-у: „Без Ане Винтур сигурно не бих био у кући Диора“).   Овај избор британског дизајнера, опет уместо француског, каже се да је „разбарушио неко француско перје“. Сам Арно је изјавио да би „више волео Француза”, али да „таленат нема националност”.  Чак је упоредио Галијана са самим Кристијаном Диором, напомињући да „Галијано има креативни таленат веома близак Диору. Он има исту изванредну мешавину романтизма, феминизма и модерности која је симболизовала Монсјур Диор-а. У свим његовим креацијама – његовим оделима, његовим хаљинама – налазе се сличности са Диоровим стилом.“  Галијано је изазвао даље интересовање за Диор помало контроверзним модним ревијама, као што су „Представа бескућника“ (модели обучени у новине и папирне кесе) или „С&М Схов“.  У међувремену, нови председник и извршни директор Сидни Толедано додатно је смањивао лиценце Диора.  15. октобра 1997. поново је отворена Диорова продавница на Авенији Монтењ. – затворио ју је и преуредио Петер Марино – на догађају са славним личностима укључујући Никол Кидман, Деми Мур и Жака Ширака. Те године Диор је такође преузео свих тринаест бутик франшиза од јапанског Канеба. 
У мају 1998. године у Паризу је отворен још један бутик Диор. Овог пута продавница је отворила своја врата на левој обали, Пласе Сен-Жермен-де-Прес. Сам Париз ће бити сведок отварања првог париског бутика финог накита Диор следеће године.  Парфем " Ж адор " је објављен 1999.  а 5. октобра 1999. Галијано је објавио модну ревију спремне ојеће Диор за пролеће-лето 2000, дебитујући нову торбу Седло. Исте године, Диоров дугогодишњи партнер сатова Бенедом придружио се ЛВМХ групи. Године 2000. Галијаново вођство је проширено на додатке, оглашавање и комуникације. Прву кампању под његовим вођством фотографисао је Ник Најт, а две жене су симулирале сношај.
Док су други брендови касних 1990-их, посебно Гучи,  прибегли порно шику да би привукли пажњу, Диорови огласи су имали такав утицај да је порно шик постао тренд у већини модних реклама. Галијано је подстакао ескалацију порно шик реклама, што је кулминирало Унгаровим зоофилским рекламама,  које је снимио Марио Соренти, и Гучијевим рекламама, које су представљале модел са стидним длачицама у облику Гучијевог логотипа. У ствари, сматра се да је Галијано револуционисао Диор више кроз своје рекламне кампање него кроз дизајн.  
Дана 17. јула 2000, водећег дизајнера Диор Хомеа Патрика Лавоа заменила је Хеди Слимане. Значајна Диорова издања те године су били сатови попут препознатљивог „Малис“, који садржи наруквице направљене од „ЦД“ карика, као и „Рива“. Хеди је напустио Диор Хоме 2007. и заменио га је Крис Ван Аше .

### 21. век
Године 2001. бутик Диор Хоме поново је отворен са новим „савременим мушким концептом“ који је усадио његов дизајнер Хеди Слимане. Слимане је користио овај концепт у стварању своје прве колекције Диор Хоме.  Убрзо је Диор Хоме стекао истакнуту мушку клијентелу, укључујући Бреда Пита и Мика Џегера . 
Џон Галијано је затим почео да издаје сопствене Диор сатове 2001. године, почевши од линије „Крис 47 Алуминијум“, обележавајући нову еру у дизајну Диор сатова. Затим су сатови „Малис“ и „Рива“ редизајнирани драгим камењем како би се створиле „Малиц Спарклинг“ и „Рива Спарклинг“ спин-оф колекције. Инспирисан колекцијом за пролеће-лето 2002, Диор је објавио сат "Диор 66", разбијајући многа женска традиционална очекивања у дизајну.
Мушки мирис "Хајер" изашао је 2001. године, а затим парфем "Адкит" 2002. године. Компанија је затим отворила први милански бутик Диор Хоме 20. фебруара 2002. До 2002. године, 130 локација је било у пуном погону.  3. јуна 2002, Слимане је добио награду "Међународни дизајнер године" од стране ЦФДА. До 2002. године, Канебо је био власник лиценце Диор-а за конфекцијску одјећу у Јапану, а када је лиценца истекла, Диор је био у могућности да профитабилно директно продаје своју конфекцијску одјећу и додатке у властитим бутицима.  Сат "Крис 47 Стил" изашао је 2003. године као рођак оригиналног "Крис 47 Алуминијум". Бернард Арно, Хелене Мерсијер-Арно и Сиднеј Толедано присуствовали су отварању водећег бутика Диор у округу Омотесандо у Токију 7. децембра 2003. Друга водећа продавница Диор отворена је у луксузном трговачком округу Гинза у Токију 2004.  Ексклузивни бутик Диор Хоме отворен је такође те године у Паризу на Ру Ројал, који је представио целокупну Диор Хомме колекцију. Други Диор бутик финог накита у Паризу отворен је на 8 Пласе Вендом.  Бутик Диор отворен је у Москви након што је компанија преузела контролу над лиценцираним пословањем свог московског агента. 
Парфем „Мис Диор Шери“ и мирис „Диор Хоме“ су пуштени у продају 2005. године  . Галијано је објавио своје сатове „Диор Кристал“ у којима је комбиновао челик и плаве сафире како би створио „креативну и иновативну колекцију“. Диор СА је тада прославио 13. годишњицу Диор сатова 2005. године, а у априлу те године, његова колекција "Шифра руж" је препозната на Светском сајму сатова и накита у Базелу, Швајцарска . Такође у години, модна кућа је прославила и 100. годишњицу рођења дизајнера Кристијана Диора.  У Диоровом музеју у Гранвилу у Нормандији одржана је изложба „Кристијан Диор: Човек века“.
Крис Ван Аше је 2007. године именован за новог уметничког директора Диор Хоме-а. Ван Аше је представио своју прву колекцију касније те године.  И 2007. године званично је обележена 60. годишњица оснивања Маисон Диор-а. 
До фебруара 2011. Кућа Диор је била у скандалу након што су оптужбе да је Џон Галијано давао антисемитске примедбе доспеле у међународне наслове: компанија се нашла у „ноћној мори за односе с јавношћу“.  Галијано је отпуштен у марту, а заказана презентација његове колекције конфекције за јесен-зиму 2011/2012 одржана је без њега, усред контроверзе, 4. марта.  Пре почетка емисије, извршни директор Сиднеј Толедано одржао је сентиментални говор о вредностима Кристијана Диора и алудирао на породичне везе са Холокаустом .  Представа је затворена тако што је особље атељеа изашло да прихвати аплаузе у одсуству свог уметничког директора. (Претходна презентација високе моде пролеће-лето 2011. у јануару 2011. била је последње појављивање Галијана на Диоровој писти. ) Компанија је наставила и именовала Била Гајтена за главног дизајнера привремено у одсуству уметничког директора.  Гајтен је радио под Галијаном за Диор. Прва колекција високе моде (за сезону јесен-зима 2011.) под Гајтеновим управљањем представљена је у јулу и наишла је на углавном негативне критике.   У међувремену, спекулације су остале месецима јер није било познато ко ће бити изабран да замени Галијана. Током свог 13-месечног периода без уметничког директора, Диор је почео да пролази кроз суптилне промене у свом дизајну како је утицај театралног и блиставог Галијана избледео. Потпуно нови Диоров сајт покренут је крајем 2011.
 
Гајтен је 23. јануара 2012. представио своју другу х колекцију високе моде (за сезону пролеће-лето 2012.) за Диор и била је много боље прихваћена од његове прве колекције. 
Белгијски дизајнер Раф Симонс проглашен је 11. априла 2012. за новог уметничког директора Кристијана Диора. Симонс је био познат по свом минималистичком дизајну,  и то је у супротности са драматичним претходним дизајном Диора под Галијаном. Штавише, сматрало се да се Симонс појавио као "тамни коњ" усред имена других дизајнера који су сматрани високим кандидатима.  Да би нагласила одговарајући избор Симонса као правог дизајнера, компанија је разметљиво направила поређења између Симонса и оригиналног дизајнера Диора.  Наводно, Бернард Арно и колеге директори у Диору и ЛВМХ-у били су жељни да пребаце Диор из Галијанових година.  Симонс је провео много времена у Диоровим архивама  и упознајући се са високом модом (пошто није имао претходно искуство у тој ниши моде).  Симонс је тада требало да дебитује са својим дизајном у јулу. У међувремену, Гајтенова колекција високе моде за пролеће-лето 2012. представљена је као прва Диорова изложба високе моде икада одржана у Кини 14. априла у Шангају;  и то је био знак посвећености компаније свом присуству на кинеском тржишту.
Емисија је била последња Гајтенова презентација за Диор, а он је остао као главни дизајнер за бренд Џон Галијано. 

### "Амбасадори" славних
Диор је створио јака партнерства са холивудским познатим личностима и утицајним личностима на друштвеним мрежама, блиско сарађујући са овим појединцима како би досегли више демографије и поново успоставили свој идентитет као нови, модеран бренд, упркос чињеници да постоји већ неко време.  Ово је омогућило бренду да прикаже популистички имиџ и привуче ширу публику.  Бренд је сарађивао и обукао иконе савременог стила попут Џенифер Лоренс и Лупита Њонго, које би могле да одјекују миленијумима.  Диор је ефикасно имплементирао друштвене медије у своју стратегију маркетиншке комуникације, у којој се слике и видео снимци из кампања деле и на званичном Диор профилу и на страницама друштвених медија славних амбасадора.
Пример овог успеха може се видети у кампањи Тајна башта са Ријаном .  У овој кампањи, Ријана је виђена како плеше уз песму са свог албума кроз дворану огледала.  Повезивањем са Ријанином песмом, компанија је створила осећај повезаности са њеним брендом, што је било корисно за компанију пошто је она била рангирана као најпродаванија славна личност у 2016.  Упркос томе што досег није у потпуности погодан за циљну публику Диора, сарадња са онима попут Ријане омогућава компанији да се ангажује са већим делом тржишта, пошто је Ријанино праћење на друштвеним мрежама четири пута веће него код модне куће. 
Испод су неки од амбасадора славних који су водили Диор кампање:
- Изабел Ађани : Отровни парфем (1985–1990) [56]
- Царла Бруни : Лејди Диор торбица (1996) [57]
- Мила Јововић : парфем (1999–2000) [58]
- Шарлиз Терон : парфем Ж 'Адоре Диор (2004 – данас)
- Шерон Стоун : Кепчур нега за кожу (2005-данас) [59]
- Моника Белучи : Диор козметика (2006–2010), [60] [61] Лејди Диор ташна (2006–2007), парфем Хипнотисани отров (2009–2010) [62]
- Ева Грен : Поноћни отров (2007–2008) [63]
- Марион Котијар : Лејди Диор ташна (2008–2017), [64] [65] Мис Диор ташна (2011) [66]
- Џуд Ло : Диор Хоме мирис (2008–2012) [67]
- Натали Портман : мирис Мис Диор, козметика Диор (2010-данас) [68] [69]
- Мелани Лоран : парфем Хипнотисани отров (2011-данас) [70]
- Мила Кунис : торбица Мис Диор (2012) [71]
- Џенифер Лоренс : торбица Мис Диор (2012 – данас), [72] Џој парфем (2018 – данас) [73]
- Роберт Патинсон : Диор Хоме мирис (2013-данас) [74]
- Ријана : торба Диорама, парфем Ж адоре Диор, наочаре за сунце Диор (2015-данас) [75] [76]
- Џони Деп : Диор Саваж мирис (2015-данас) [77]
- Кара Делевин : ДИОР Адикт Столар кармин. (2019) [78] [79]
- Килијан Мбапе амбасадор бренда мушке колекције укључујући мирис Саваж [80]

## Финансијски подаци
| Година      | 2013   | 2014   | 2015   | 2016   | 2017   |
| ----------- | ------ | ------ | ------ | ------ | ------ |
| Приход      | 29.881 | 30.984 | 35.081 | 37.968 | 43.666 |
| Нето приход | 3.926  | 3.883  | 6.165  | 4.164  | 5.753  |
| Средства    | 55.555 | 61.161 | 60.030 | 62.904 | 72.762 |
| Запослени   | 2535   | 2780   | 3033   | 3100   | 3800   |

## Критика
Године 2000. Галијанова колекција инспирисана бескућницима изазвала је критике, али и пажњу, на кућу Диор. 
Почетком 2011. избио је скандал када је Џон Галијано оптужен да је давао антисемитске коментаре после пића у Паризу. Објављени су снимци на којима дизајнер под дејством алкохола каже „Волим Хитлера“ и „Људи попут тебе би данас били мртви. Ваше мајке, ваши преци би били ј*бено напушени гасом и мртви" жени која није Јеврејка.  У Француској је противзаконито давање антисемитских изјава и кажњиво је казном до шест месеци затвора.  Кристијан Диор је 1. марта 2011. званично објавио да је отпустио Галијана усред контроверзе. 

## Креативни директори
- Кристијан Диор – 1946–1957
- Ив Сен Лоран – 1957–1960
- Марк Бохан – 1960–1989
- Ђанфранко Фере – 1989–1997
- Џон Галијано – 1997–2011
- Бил Гејтен – 2011–2012
- Раф Симонс – 2012–2015
- Серж Руфик; Луси Мајер 2015–2016
- Мариа Гразиа Чиури (жене) – 2016 – данас
- Хеди Слимане (мушкарци) – 2000–2007
- Крис Ван Аше (мушкарци) – 2007–2018
- Ким Џонс (мушкарци) – 2018 – данас

## Малопродајне локације
Компанија послује са укупно 210 локација од септембра 2010 :
- Азија: 109
- Африка: 1 ( Казабланка, Мароко)
- Кариби : 1 ( Сан Хуан, Порторико)
- Европа: 45
- Централна Америка (Панама): 1
- Блиски исток: 8
- Северна Америка (Канада, Мексико и Сједињене Државе): 48
- Океанија: 6
- Јужна Америка (Бразил, Аргентина): 4

## Галерија
- Хаљина из 1954
- Коктел хаљина из колекције 1959/60
- Хаљина из 2017.
- Плава коктел хаљина из 1959.